# Chengguan, Linying
Chengguan (kinesiska: 城关, 城关乡) är en socken i Kina.   Den ligger i provinsen Henan, i den centrala delen av landet, 700 km söder om huvudstaden Peking.